# Південна Вавунія (підрозділ окружного секретаріату)
Підрозділ окружного секретаріату Південна Вавунія — підрозділ окружного секретаріату округу Вавунія, Північна провінція, Шрі-Ланка. Складається з 24 Грама Ніладхарі.